# 2016年リオデジャネイロオリンピックのカザフスタン選手団
2016年リオデジャネイロオリンピックのカザフスタン選手団（2016ねんリオデジャネイロオリンピックのカザフスタンせんしゅだん）は、2016年8月5日から8月21日にかけてブラジルのリオデジャネイロで開催された2016年リオデジャネイロオリンピックのカザフスタン選手団、およびその競技結果。

## 概要
今大会は金メダル2個、銀メダル5個、銅メダル10個の合計17個のメダルを獲得した。
競泳男子200m平泳ぎではドミトリー・バランジンが金メダルを獲得し、カザフスタンに競泳競技初メダルをもたらした。
ウエイトリフティング男子85kg級のデニス・ウラノフは当初4位だったが、3位だった ガブリエル・シンクレヤン (ROU)のドーピング違反が発覚してメダル剥奪、ウラノフが繰り上がって銅メダルとなった。一方で男子77kg級では当初1位だったニジャト・ラヒモフがドーピング違反で金メダルを剥奪されている。

## メダル
| メダル | 選手名                           | 競技                 | 種目                     |
| ------ | -------------------------------- | -------------------- | ------------------------ |
| 金     | ドミトリー・バランジン           | 競泳                 | 男子200m平泳ぎ           |
| 金     | ダニヤル・イェレウシノフ         | ボクシング           | 男子ウェルター級         |
| 銀     | アディルベク・ニヤジムベトフ     | ボクシング           | 男子ライトヘビー級       |
| 銀     | ヴァシリー・レヴィト             | ボクシング           | 男子ヘビー級             |
| 銀     | グーゼル・マニウロワ             | レスリング           | 女子フリースタイル75kg級 |
| 銀     | ジャジラ・ジャッパルクル         | ウエイトリフティング | 女子69kg級               |
| 銀     | エルドス・スメトフ               | 柔道                 | 男子60kg級               |
| 銅     | オルガ・リパコワ                 | 陸上                 | 女子三段跳               |
| 銅     | イヴァン・ディッコ               | ボクシング           | 男子スーパーヘビー級     |
| 銅     | ダリガ・シャキモヴァ             | ボクシング           | 女子ミドル級             |
| 銅     | エカテリーナ・ラリオノワ         | レスリング           | 女子フリースタイル63kg級 |
| 銅     | エルミラ・シズディコワ           | レスリング           | 女子フリースタイル69kg級 |
| 銅     | ファルハト・ハルキ               | ウエイトリフティング | 男子62kg級               |
| 銅     | デニス・ウラノフ                 | ウエイトリフティング | 男子85kg級               |
| 銅     | アレクサンドル・ザイチコウ       | ウエイトリフティング | 男子105kg級              |
| 銅     | カリナ・ゴリチェヴァ             | ウエイトリフティング | 女子63kg級               |
| 銅     | オトゴンツェツェグ・ガルバドラフ | 柔道                 | 女子48kg級               |